# 花木蘭 (2009年電影)
《花木蘭》（英語：[Mulan] 错误：{{Lang}}：文本有斜体标记（帮助））是2009年上映的電影，由趙薇及陳坤繼《畫皮》之後再度領銜主演。本片取材自中国家喻戶曉的故事《花木蘭》。導演馬楚成說這部片與迪士尼製作的花木蘭非常不同。2009年11月26日在華語地區上映后，趙薇憑藉本片的表演得到了《人民日報》、《亞洲週刊》等媒體的一致好評。在第十四届“北京放映”开幕活动现场，《花木蘭》受到中國國家廣電總局的表彰。

## 劇情
北魏，有個小女孩叫花木蘭（徐嬌飾演年幼時的花木蘭），與父親花弧相依爲命。她受父親影響從小偷練武功，私學陣法，武藝高強。木蘭（趙薇飾演）十八歲時，遊牧民族柔然犯境，軍情緊急，魏國全民徵兵。木蘭不忍年邁的父親再上戰場，便灌醉父親，違抗軍令，悄悄地替父從軍。
在軍營中，兒時的玩伴費小虎雖然認識木蘭也知道木蘭是女兒身，但還是幫木蘭瞞住，因為女子從軍是會被殺頭的，木蘭多次地展現出比他人還多的勇氣、靈活的想法、高強的武功，總是幫助在軍中被欺負的弱勢。木蘭精湛的武藝引起了副營長文泰（陳坤飾演）的注意。很快的，兩人因為興趣相投而成為了朋友。一次，木蘭在不知情的情況下去到營長的專用溫泉裏泡澡，正巧與文泰撞了個正著。她踢傷文泰，得以逃脫，但身份的危機卻一步步逼近木蘭，因為文泰開始懷疑有女性混在軍營中。更不幸的是，軍中一個霸凌弄丟了一片玉，懷疑是軍中的人偷的，並且要求長官對所有的士兵脫衣搜身。木蘭為了躲過搜身保住女兒身份不被公開，承認是自己就是偷玉的人。
在軍中的監獄，木蘭向文泰表明自己代父從軍的身份，請求他不要把這件事說出去，而文泰也答應將會守著秘密，因此文泰成了第二位知道木蘭是女兒身的人。隨著柔然的突擊，文泰將木蘭放出了監獄，讓她到戰場上。木蘭留守在戰場的後位支援。戰勝這場突襲之後，木蘭因為高超的武藝而被任命副將軍，偷玉的罪也同時被赦免了。
在柔然營中，貪婪的柔然王子門獨認為父親沒有把軍力統合起來攻打敵人，根本沒有資格當首領，因此覺得不滿，便弒殺了自己的父親以篡位。
在接下來的一場戰鬥中，木蘭的軍隊雖然用盡全力攻擊敵人，但柔然軍隊太強，使得木蘭的士兵們，包括木蘭在內，都受了重傷，更不幸的是木蘭的兒時玩伴費小虎陣亡了，讓木蘭很傷心。突然，沙塵暴來臨，所有的士兵都被沙子埋住，木蘭下令讓所有的士兵躲進一個封閉的峽谷。門獨的柔然兵就守在峽谷的兩頭，阻止士兵進出。木蘭和軍隊都被困在峽谷中，而且沒有任何的糧食和水。木蘭因為脫水而非常的虛弱，但是因為文泰提供自己的血給她喝，木蘭才得以保回一命。
當木蘭知道沒有援軍要來支援他們的時候，便命令所有的士兵準備為國家戰鬥到死亡。文泰到前線宣布自己是魏國的第七王子，以自己當作俘虜為條件，換回其他魏兵的自由。而門獨也答應這個交換，放了其他的魏兵。
木蘭換上柔然女子傳統服裝潛入柔然軍營想要救出文泰。在與柔然公主的對談中，木蘭表明了自己的性別，並表示為了平息戰爭換回和平，願意幫助公主實現自己的夢想。木蘭在公主的幫助下，刺死了門獨，成功地救出文泰並安全地回到魏軍駐地，並向全部的士兵們告知自己是女性的這個事實。在這之後，皇帝也知道木蘭的真實身分，不但沒有懲罰木蘭代父從軍的罪，反而很高興的要獎賞木蘭並給木蘭官職，木蘭拒絕，請求皇帝允許讓她回家鄉照顧生病的父親，同時，皇帝也宣布要讓柔然公主和文泰聯姻換取和平。回到木蘭的家鄉，文泰拜訪木蘭，並請求她和自己私奔。但是木蘭選國家和平不希望因為戰爭帶來生離死別，而不是這段特別的愛情。文泰尊重她的選擇，然後兩人相擁道別。

## 演員
| 演員   | 角色         |
| 趙薇   | 花木蘭       |
| 陳坤   | 文泰／拓跋宏 |
| 胡軍   | 门独         |
| 房祖名 | 費小虎       |
| 于榮光 | 花弧         |
| Vitas  | 伍德         |
| 李玖哲 | 胡奎         |
| 徐嬌   | 少女花木蘭   |
| 劉雨欣 | 柔然公主     |

## 评价
- “演員方面，趙薇那粗中帶細的演繹，為花木蘭這經典角色注入凌厲生命力。陳坤的氣質略帶年輕張國榮身影，與趙擦出可觀火花。實力演員胡軍演反派，張力不是沒有，可惜略嫌浮誇。馬導之前改編《梁祝》拍得過於通俗，本片又過分抑鬱，可證香港導演並非欠才華，惟品味有待提高！”----《亞洲週刊》[1]
- “经典故事《花木兰》拍足几十年历久常新，扬眉烈女的贞節和勇敢轶事，正气凛然而激昂人心。最新一任由赵薇担演，外形神态拿捏一绝，低调而冷峻的表现慢慢将戏味渗透出来，是全片看的观众最舒服的地方。”----《忽然1周》
- “《花木兰》是一部电影制作潮流的集大成者，从中可以看到战争、爱情、父女情、报国心、忠孝观……从票房角度和话题性考虑，也设置了赵薇与陈坤的亲密爱情戏、专为善感观众制作的催泪弹等。可以说，制作团队为避免浪费这个绝佳的题材，创作态度是真诚的，这真诚也必然会给他们带来一定的回报，尤其是影片中赵薇与陈坤两位演员的演出可圈可点，作为影片重中之重的赵薇，也圆满地完成了让花木兰从古诗走向画面的任务。”----《人民日報》海外版[2]
- “所幸，马楚成并没有在选择女主角时做出错误的决定。赵薇通过她杰出的表演将‘木兰’的形象树立了起来。这个让人印象深刻的大眼女星鲜活地表现了角色的悲伤、焦虑、害怕与恐惧。”----MovieXclusice.com[3]

## 影响
- 2009年12月2日，美国《时代周刊》在官网上以《中国VS迪士尼：木兰之争》为题发表评论，以“花木兰”为代表的中国题材引起了美国《时代》关注，中国题材再度引发国际之争[4]。
- 根据中国中央电视台新闻频道报道，朝鮮一個以文藝節目為主的頻道還播放了趙薇主演的電影《花木蘭》，一些年輕的朝鮮觀眾甚至還能認出這個「花木蘭」就是當年的「小燕子」[5]。

## 音樂
- 張靓穎 - 木蘭星
- 孫燕姿 - 木蘭情
- 趙薇 - 木蘭香
- Vitas - Beneath the Glory

## 奖项与提名
| 年份   | 颁奖典礼                              | 奖项                     | 作品                                                      | 结果 |
| ------ | ------------------------------------- | ------------------------ | --------------------------------------------------------- | ---- |
| 2010年 | 第29届香港电影金像奖                  | 最佳女主角               | 赵薇                                                      | 提名 |
| 2010年 | 第29届香港电影金像奖                  | 最佳原创电影歌曲         | 〈木兰情〉 李偲菘（作曲）、易家揚（作詞）、孫燕姿（演唱） | 提名 |
| 2010年 | 第19届上海影评人奖                    | 最佳女演员               | 赵薇                                                      | 獲獎 |
| 2010年 | 第10届中国长春电影节金鹿奖            | 最佳女主角               | 赵薇                                                      | 獲獎 |
| 2010年 | 第30届大众电影百花奖                  | 优秀故事片               |                                                           | 獲獎 |
| 2010年 | 第30届大众电影百花奖                  | 最佳女主角               | 赵薇                                                      | 獲獎 |
| 2010年 | 第30届大众电影百花奖                  | 最佳男配角               | 房祖名                                                    | 提名 |
| 2010年 | 越南DAN电影大奖                       | 最受欢迎华语故事片       |                                                           | 獲獎 |
| 2010年 | 越南DAN电影大奖                       | 最受欢迎华人女演员       | 赵薇                                                      | 獲獎 |
| 2010年 | 第14届北京放映                        | 海外有影响力的十佳国产片 |                                                           | 獲獎 |
| 2010年 | 第21届台湾流行音乐金曲奖              | 最佳单曲制作人           | 李偲菘、李伟菘                                            | 提名 |
| 2011年 | 第9届河南省精神文明建设“五个一工程奖” | 电影类（第三名）         |                                                           | 獲獎 |

## 外部連結
- Yahoo奇摩電影上《花木蘭》的資料（繁體中文）
- MSN娛樂上《花木蘭》的資料（繁體中文）

- 開眼電影網上《花木蘭》的資料（繁體中文）
- 香港影庫上《花木蘭》的資料（繁體中文）
- 时光网上《花木蘭》的資料（简体中文）
- 豆瓣电影上《花木蘭》的資料 （简体中文）
- 爛番茄上《花木蘭》的資料（英文）
- AllMovie上《花木蘭》的资料（英文）
- 互联网电影数据库（IMDb）上《花木蘭》的资料（英文）